# Hanna Sandell
Johanna Christina (Hanna) Sandell, född 15 februari 1866 i Norra Ljunga socken, död 23 oktober 1951 i Sävsjö, var en svensk vävlärare och vaxblekare. Hennes vaxblekeri, som lades ned 1950, var det sista i Sverige.
Hanna Sandell var dotter till P. J. Sandell och Emma Sandell, född Runstedt, som drev ett vaxblekeri på Vaxblekargården i Eksjö, på 1980-talet flyttat till Hult. Vaxblekeriet hade grundats i Eksjö 1830 av Hanna Sandells morfar Erik Runstedt, som lärt sig yrket av en vaxblekare Wolfram från Tyskland, som på sin tid inkallats av Gustav III för att sköta en vaxljusfabrik med vaxblekeri i Sundbyberg. Efter Erik Runstedts död hade det drivits av änkan och av Hanna Sandells moster Carolina Fogelberg. Hanna Sandell var också systerdotter till färgerifabrikören Fredrik Runstedt i Vrigstad.
Hon växte upp i Eksjö och utbildade sig till vävlärarinna i Johanna Brunssons Praktiska Wäfveriskola i Stockholm. Hon var därefter lärare på Björnsnäs hushållsskola i Aneby och föreståndare för Nobynäs hushållsskola i Aneby kommun. Hon arbetade fyra år på det av Agnes Welin drivna sjömanshemmet Scandinavian sailors temperance home i East End i London. 
År 1909 tog hon över vaxblekeriet och flyttade rörelsen från Hult till Sävsjö. Hon sålde sin vaxproduktion framför allt till apotek.
Vaxblekeriet låg vid Vrigstadsvägen strax utanför det dåvarande samhället. Byggnaden flyttades 1965 till Hembygdsparken och ägs av Sävsjö hembygdsförening. De ursprungliga inventarierna har bevarats där.
När Hanna Sandell avled var hon sedan lång tid den sista vaxblekaren i landet.